# Partie prenante
Pour les articles homonymes, voir Partie.
En common law et en sociologie des organisations, la notion de partie prenante (en anglais : stakeholder) désigne un acteur, individuel ou collectif (groupe ou organisation), activement ou passivement concerné par une décision ou un projet ; c'est-à-dire dont les intérêts peuvent être affectés positivement ou négativement à la suite de son exécution (ou de sa non-exécution).
La notion de partie prenante est centrale dans les questions de développement durable, de responsabilité sociétale des entreprises (RSE) (ou plus généralement de responsabilité sociétale des organisations), de démocratie participative ainsi que dans certaines normes (label environnemental…). On retrouve également cette notion dans les démarches d'architecture d'entreprise et de gestion de projet.
En anglais, le mot « stakeholder » est un néologisme jouant tant avec le terme stockholder (désignant l'actionnaire) qu'avec celui de shareholder (désignant ceux qui partagent les bénéfices, incluant les actionnaires), construit dans le but de faire prendre conscience de l'impact environnemental et social de l'activité des entreprises et de la nécessité d'agir au-delà de la simple profitabilité économique exigée par les actionnaires.
L'identification des parties prenantes et le dialogue avec celles-ci font l'objet de la cinquième partie de la norme ISO 26000 sur la responsabilité sociétale des organisations, parue en 2010. Le standard TOGAF (The Open Group Architecture Framework) contient également des bonnes pratiques sur la façon de mener cette analyse des parties prenantes dans le cadre d'une transformation du système d'information, sans préjuger des parties prenantes de la transformation.
Les théories des parties prenantes tout en constituant une avancée sont remises en cause . Elles ont l’inconvénient de vouloir classer l’acteur dans un type ou une catégorie sans dynamique. L’approche globale des systèmes d’influence  pour enseigner la notion de parties prenantes (multiples cas)  contribue à faire émerger une théorie systémique et dynamique . Cette approche globale est déjà usitée par la FAO et le FMI .

## Domaines d'application

### Sciences politiques
Dans ce domaine, les parties prenantes sont :
- les associations d'usagers (clubs sportifs, randonneurs…) ;
- les associations de protection de l'environnement ou du patrimoine ;
- les communautés de riverains ;
- les ONG, etc.

Ronald Mitchell, Bradley Agle et Donna Wood proposent de classer les parties prenantes pour décider dans quelle mesure il est important qu'elles participent ou non au projet ou à la concertation : voir Grille de Mitchell. En 2014, Lamine a fait un exercice similaire dans son mémoire.

### Économie/management
En économie, l'expression « partie prenante » désigne tout acteur interne ou externe à une entreprise et concerné par son bon fonctionnement sur le plan de la responsabilité sociétale.
Citons par exemple :
- pour les acteurs internes :
  - dirigeants,
  - salariés,
  - syndicats,
  - actionnaires (propriétaires),
- pour les acteurs externes :
  - clients, fournisseurs, intermédiaires de financement (banques, gérants de fonds…), compagnie d'assurance,
  - ONG, associations, citoyen d'une collectivité - où l'entreprise exerce son activité, (riverains)…
  - collectivités, territoriales ou non, administration territoriale de la collectivité concernée,
  - Chambre de commerce et d'industrie (CCI),
  - investisseurs (actionnaires potentiels),
  - médias.

La notion de partie prenante est née d'une exigence éthique nouvelle de la société civile, qui demande que les entreprises rendent compte des conséquences sociales et environnementales de leur activité. C'est dans ce sens que les parties prenantes de la société civile ont des intérêts dans le bon fonctionnement de l'entreprise. La notion de partie prenante recouvre donc des questions d'éthique, qui couvre le champ de l'éthique de l'environnement, de l'éthique financière, elle-même incluse dans le champ plus large de l' éthique des affaires et aussi, dans certains cas, de l'éthique sociale.
On peut donc distinguer les parties prenantes de premier rang c'est-à-dire celles dont l'entreprise ne peut se passer sans remettre en cause son fonctionnement ou sa survie (pérennité) et les parties prenantes de deuxième rang c'est-à-dire celles qui ne sont pas essentielles pour le fonctionnement ou la survie de l'entreprise.
La théorie des parties prenantes va au-delà de l’aspect éthique (anthropocentrisme). Il est possible de déplacer l’attention sur les problématiques environnementales (biocentrisme). Lire les articles de Jérôme Ballet et Damien Bazin de 2004, où la théorie des parties prenantes dépasse la vision gestionnaire en prenant au sérieux l’éthique de l’entreprise et non plus l’éthique dans l’entreprise. Cette théorie intègre les problématiques environnementales via des approches participatives liées aux processus de décision.
La partition des parties prenantes se fait selon leur participation à l'organisation, comme vu plus haut (interne/externe) mais les parties prenantes peuvent aussi être divisées en deux groupes, selon que la relation soit contractuelle ou diffuse avec l'organisation. On aura ainsi la typologie suivante :
- pp primaire ou contractuelle : personnes internes et externes liées par contrat avec l'organisation : les actionnaires, les salariés mais aussi les clients (contrat de vente) et fournisseurs, les banques (fournisseurs de services bancaires)…
- pp secondaires ou diffuses, sans lien juridique avec l'organisation. Par exemple : les ONG, les médias, les pouvoirs publics, etc. ;

### Management de projet
- Les parties prenantes d'un projet sont selon ISO 21500 les personnes, groupes ou organismes intéressés qui peuvent affecter, être affectés ou se sentir affectés par un quelconque aspect du projet.

### Système d'Information (SI)
La notion de partie prenante dans une transformation du système d'information d'une organisation est utilisée pour déterminer la meilleure architecture possible qui répond aux exigences et préoccupations de l'ensemble des parties prenantes, des plus évidentes (le métier ou maîtrise d'ouvrage) aux traditionnels oubliés (la production informatique, la maîtrise d'œuvre, la sécurité, les utilisateurs, etc.). Cette notion accompagne la complexification du SI et cherche à identifier l'ensemble des problèmes au départ plutôt que d'avoir, par exemple, la conception remise en cause une fois la construction finie. La forme de relations MOA - MOE traditionnelle, si elle est encore efficace dans certains contextes a prouvé ses limites dans des grandes transformations.

## Évolution de la définition

### Origines
À l'origine, une « partie prenante » était une personne à qui l'on confiait une somme d'argent ou un bien en attendant de déterminer son propriétaire légitime, ou une tierce personne à qui des parieurs confiaient leur argent en attendant de connaître le gagnant.
Les tribunaux peuvent parfois remplir ce rôle en attendant de trancher un litige de propriété ou en désignant, lorsque des biens sont légués à un enfant, un administrateur dans l’attente de sa majorité. C'est un concept légal ancien.
En France, la comparaison la plus évidente est le notaire ou l'huissier de justice.

### Théories du management
Il existe une multiplicité de définitions de la notion de partie prenante dans les théories du management.
Selon la définition donnée par le Standford Research Institute (1963, cité par R.E. Freeman, 1984) – considéré comme le premier à avoir utilisé le terme à l’occasion d’un mémorandum (1984) – une partie prenante est une personne ou un groupe de personnes « sans le soutien desquels l’entreprise cesserait d’exister » c’est-à-dire, d’après la liste d’origine, les actionnaires, les employés, les consommateurs, les fournisseurs, les détenteurs de capitaux et la société. Dans cette définition, les parties prenantes sont envisagées comme des groupes clés, indispensables à la pérennité et à la survie de l’entreprise. Cependant, depuis 1963, les définitions se sont multipliées, allant de la plus restreinte à la plus large.
R.E. Freeman définit le concept de partie prenante ainsi : « une partie prenante dans l’organisation est (par définition) tout groupe d’individus ou tout individu qui peut affecter ou être affecté par la réalisation des objectifs organisationnels ». Cette définition offre une vision large quant aux parties prenantes désignant ainsi les employés, les investisseurs, les fournisseurs, les clients… Seuls ceux qui ne peuvent affecter l’entreprise et ceux qui ne sont pas affectés par celle-ci sont exclus des SH. À noter qu’une partie prenante peut être affectée sans pouvoir affecter l’entreprise (et réciproquement).
D’autres auteurs proposent une vision beaucoup plus étroite des parties prenantes. Ainsi Hill et Jones identifient les parties prenantes comme étant : « les participants possédant un droit légitime sur l’entreprise ». Clarkson définit les parties prenantes comme toutes « personnes ou groupes qui ont, ou revendiquent, une part de propriété, des droits ou des intérêts dans l’entreprise et dans ses activités ».
En 1997, Mitchell, Agle et Wood ont recensé et analysé le contenu des définitions des parties prenantes proposées par les différents auteurs de 1963 à 1995,.
Post, Preston et Sachs utilisent, dans leur théorie de management (Stakeholder view), cette définition : « Dans une entreprise, les parties prenantes sont des individus et des groupements qui contribuent, volontairement ou non, à la capacité de créer de la valeur et de l'activité et qui en sont ses bénéficiaires potentiels et/ou en assument les risques ».
Cette définition varie de celle de Freeman qui inclut les concurrents comme « partie prenante » d'une société.
Mercier a également recensé, en 2010, les définitions du concept de parties prenantes au fil de l'histoire.

### Évolutions récentes: notion d'intérêt
Dans les dernières décennies du XXe siècle, la notion de « partie prenante » a évolué pour désigner une personne ou une organisation qui a un intérêt légitime dans un projet ou une entité. En ce qui concerne les processus de décision dans les institutions, dont les grandes entreprises, les organismes d'État et les organisations non gouvernementales, le concept a été élargi pour inclure quiconque ayant un intérêt dans les actions de l'entité. Ceci comprend non seulement ses distributeurs, ses employés, et ses clients, mais aussi les membres de la commune où ses bureaux ou usines pourraient affecter l’économie locale ou l’environnement. Dans ce contexte, les « parties prenantes » ne sont pas seulement ses directeurs et ses administrateurs siégeant au Conseil d’administration ou de surveillance dans le sens traditionnel du terme.
Par exemple, dans un projet de réhabilitation immobilier dont les immeubles sont habités durant les travaux, les « parties prenantes » sont les résidents et les voisins subissant des nuisances, l'équipe de gestion du projet, le propriétaire terrien, les financeurs, l'architecte et les constructeurs.
Les tenants de chaque type d'intérêt dans les affaires de l’entité (l'entreprise) peuvent se regrouper. Il peut avoir un ou des groupements d’actionnaires, de propriétaires voisins, de banques d’investissement, etc. Dans ce contexte, le groupement est un synonyme de « partie prenante ».
Dans cette optique l'entreprise est considérée comme un « nœud de contrats », plus ou moins formalisés, entre ces divers agents économiques. Cette approche suppose que l'entreprise satisfasse un certain équilibre entre les intérêts respectifs de ces diverses parties. De même que les diverses parties sont supposées respecter certains intérêts de l'entreprise. Cela suppose de définir les intérêts communs (ou non) entre les parties, autrement dit de définir des communautés d'intérêts adéquates.
La satisfaction des intérêts des parties prenantes passe par une analyse approfondie des usages des informations dans les métiers de l'entreprise, lors des échanges avec les parties prenantes, ce qui doit faire l'objet d'un processus de veille et d'intelligence économique.

## Entreprises

### Gouvernance d'entreprise et parties prenantes
L'émergence du concept dans le champ de la gouvernance remonte à Berle et Means, qui dès 1932 font le constat de l'apparition d’une pression sociale dirigée vers les dirigeants d'entreprise afin de les amener à prendre en considération leur responsabilité vis-à-vis des personnes dont le bien-être peut être affecté par les décisions de l’entreprise.
Dans le domaine de la gouvernance d’entreprise, un débat majeur traverse la littérature consacrée aux parties prenantes depuis les années 1970 pour déterminer si l’entreprise doit être gérée dans l’intérêt des « parties prenantes » ou seulement dans l'intérêt des actionnaires. Freeman lui-même, que l'on considère comme le père du concept, l'a créé comme un clin d'œil au mot stockholder que l'on utilise pour désigner les actionnaires. Milton Friedman a cru clore le débat en affirmant que l'entreprise n'a qu'une responsabilité, celle d'assurer le profit de ses actionnaires (1970). Ceux qui défendent le point de vue des « parties prenantes » basent leur argumentation sur trois affirmations principales :
1. La création de valeur est plus forte lorsque ses bénéficiaires sont multiples. Par exemple, selon cette ligne de pensée, un projet qui satisfait les besoins des employés et des attentes des actionnaires a une double valeur car il cible en même temps, deux groupements légitimes de « parties prenantes ».
2. Ils disputent également le rôle prééminent accordé aux actionnaires par un grand nombre d’économistes. Ils argumentent que les financeurs, les salariés et les fournisseurs prennent également des risques dans le succès d’un projet.
3. Ces arguments normatifs auraient peu d’importance si les actionnaires avaient un contrôle total dans la gouvernance de l’entreprise.

A contrario, les tenants du primat actionnarial, estiment qu'étant donné que le profit pour les actionnaires ne peut provenir que de la satisfaction du client consommateur, il n'y a pas opposition entre les deux. L'entreprise qui veille aux intérêts de ses actionnaires, assure in fine la satisfaction des clients.
En France : ce pays a été l'un des derniers pays occidentaux à transformer la législation sur la gouvernance d'entreprise. Aujourd'hui, la loi accorde beaucoup moins de pouvoirs aux dirigeants, le pouvoir est plus réparti entre les membres du conseil d'administration, de sorte que le directeur général est souvent dans l'obligation d'appliquer des directives imposées pas les actionnaires, lesquels dépendent le plus souvent des marchés financiers. Les consommateurs sont absents de la gestion. L'arrivée de l'actionnariat populaire dans les années 1990 a permis la montée en puissance des petits actionnaires. Leur impact dans la gestion des péripéties de la société Eurotunnel est en cela symptomatique. Certains auteurs spécialistes du gouvernement des entreprises comme Pierre-Yves Gomez voient dans l'arrivée d'un actionnariat populaire la nécessité de réformer et démocratiser les instances du gouvernement des entreprises (assemblée générales, conseils d'administration, comités) afin d'élargir les points de vue et intégrer dans le fonctionnement des entreprises les attentes des parties prenantes.
Au Canada, les professeurs Yvan Allaire et Stéphane Rousseau précisent dans un rapport qu'en droit canadien, l’obligation des administrateurs d’agir au mieux des intérêts de la société inclut le devoir de traiter de façon juste et équitable chaque partie prenante touchée par les actes de la société. Ainsi, l’intérêt de la société est un concept large et contextuel puisqu’il réfère à une entité ayant une existence perpétuelle. Pour cette raison, selon la Cour suprême, l’obligation de loyauté « ne se limite pas à la valeur des actions ou au profit à court terme ». Selon la Cour, dans une perspective économique, ce concept réfère à « la maximisation de la valeur de l’entreprise ». En termes plus simples, il enjoint aux administrateurs d'agir de manière à faire de la société une « meilleure entreprise ». En effet, en agissant dans l’intérêt de la société, les administrateurs prendront des décisions bénéficiant généralement du même coup à l’ensemble des parties prenantes à long terme. Dans certaines circonstances, leurs décisions feront toutefois des gagnants et des perdants parmi les parties prenantes.

## Classification des parties prenantes d'une entreprise

### Classification selon le niveau de réflexion
Cette typologie, établie par Freeman (1984), distingue trois niveaux de réflexion : rationnel, processuel et transactionnel, auxquels est ajouté le niveau interactionnel (Dontenwill et Reynaud, 2005):
- le niveau rationnel, essentiellement descriptif, conduit à une identification exhaustive des parties prenantes ;
- le niveau processuel s'intéresse à la procédure systématiquement développée par l'entreprise pour prendre en compte les intérêts des parties prenantes dans les processus d'élaboration, de mise en œuvre et de contrôle de la stratégie ;
- le niveau transactionnel cherche à comprendre comment interagir avec les parties prenantes, comment les négocier et les gérer ;
- le niveau interactionnel consiste à analyser les relations entre l'ensemble des parties prenantes inventoriées.

### Classification selon les frontières juridiques ou organisationnelles
Dans leur modèle du concept de parties prenantes, Freeman, Harrison et Wicks (2007) ont fait la distinction entre les parties prenantes primaires et les parties prenantes secondaires. Cette typologie, couramment utilisée, comprend :
- les parties prenantes internes (salariés, syndicats, etc.) ;
- les parties prenantes externes primaires (fournisseurs, clients, banques/assurances, communautés, etc.) ;
- les parties prenantes externes secondaires (gouvernements, concurrents, associations de consommateurs, médias, groupes de particuliers).

### Classification selon la proximité avec l'activité de l'organisation
Clarkson (1995) propose une distinction selon la nature des relations que l'entreprise entretient avec ses parties prenantes :
- les parties prenantes primaires sont directement impliquées dans le processus économique et ont une relation formelle, officielle ou contractuelle avec l'entreprise (actionnaires, employés et dirigeants, représentants du personnel, fournisseurs, clients, banquiers, etc.) ;
- les parties prenantes secondaires ont des relations volontaires ou non avec l'entreprise dans le cadre d'un contrat implicite ou moral appartenant à la « Société civile » (associations de riverains, ONG, associations de consommateurs, collectivités territoriales, monde politique, monde médiatique, etc.).

### Notion de partie intéressée «pertinente»
L'AFNOR (association française de normalisation) définit une partie intéressée « pertinente » comme étant une partie intéressée qui, par ses actions, peut avoir un impact négatif (ou positif) significatif sur les résultats de l’organisme. Il n’est pas obligatoire de les écouter toutes. Les parties intéressées sont des entités qui sont concernées par une transaction entre fournisseurs et clients {{référence souhaitée}}.

## Analyse des parties prenantes selon la typologie par attribut: le modèle de Mitchell, Agle et Wood (1997)
Outre leur travail de recension des définitions des stakeholders, Mitchell, Agle et Wood ont entrepris une démarche ambitieuse qui les a conduits à :
- classer les formes de relations en fonction de trois attributs : la légitimité (normatif), le pouvoir et l'urgence (empiriques)[3];
- construire une typologie des stakeholders par combinaison de la présence/absence  de ces trois attributs[17].

Les trois attributs sont définis comme suit :
- Le pouvoir, tout d’abord, est défini par les auteurs comme « une relation entre des acteurs sociaux au sein de laquelle un acteur social A peut faire faire à un autre acteur social B ce qu’il n’aurait pas fait sans cela ».
- La légitimité, ensuite, est définie par les auteurs comme « une perception ou hypothèse générale que les activités d’une entité sont désirables ou appropriées à un certain système de normes socialement construit, à des valeurs, des croyances et des définitions ».
- L’urgence, est fondée sur deux éléments : d’une part, la sensibilité au temps, c’est-à-dire la frontière à partir de laquelle la partie prenante considère que le délai de réaction du dirigeant face à la demande est inacceptable ; et, d’autre part, l’importance de la demande ou l’importance de la relation pour le demandeur.

À partir des trois attributs, Mitchell, Agle et Wood déterminent sept types de parties prenantes réparties en trois catégories :
- La première catégorie est constituée des parties prenantes « latentes » (« latent Stakeholders »). auxquelles le dirigeant ne reconnaît qu’un attribut, quel qu’il soit ; elle regroupe :
  - les parties prenantes « dormantes » (« dormant Stakeholders »), possédant le pouvoir,
  - les parties prenantes « discrétionnaires » (« discretionary Stakeholders »), possédant la légitimité,
  - les parties prenantes « urgentes » (« demanding Stakeholders »), possédant l'urgence,
- La deuxième catégorie est constituée des parties prenantes « en attente » (« expectant Stakeholders ») auxquelles les dirigeants reconnaissent deux critères ; elle regroupe :
  - les parties prenantes « dominantes » (« dominant Stakeholders »), possédant le pouvoir et la légitimité,
  - les parties prenantes « dangereuses » (« dangerous Stakeholders »), possédant le pouvoir et l'urgence,
  - les parties prenantes « dépendantes » (« dépendant Stakeholders »). possédant l'urgence et la légitimité,
- La troisième catégorie est constituée des parties prenantes « qui font autorité » (« definitive Stakeholders ») auxquelles les dirigeants reconnaissent trois critères.
- Enfin, ceux qui n'ont aucun attribut sont qualifiés de « non-stakeholders » et peuvent ne pas être inclus dans la concertation.

## Attentes des parties prenantes
En matière de développement durable et de responsabilité sociétale des entreprises, les parties prenantes ont des intérêts (traduction de l'anglais stake) ou des attentes, dont l'entreprise devrait tenir compte en en faisant la synthèse.
On adopte ci-dessous la classification selon les frontières juridiques ou organisationnelles proposée par Freeman, Harrison et Wicks (2007).

### Parties prenantes internes
Tableau synthétique présentant les parties prenantes internes et leurs attentes principales :
| Parties prenantes internes | Exemples des attentes |
| -------------------------- | --- |
| Direction générale         | - Flexibilité et mobilité du personnel - Adhésion des syndicats à la politique globale de l'entreprise - Motivation du personnel cohésion sociale et attractivité - Délégation (efficacité de l'encadrement intermédiaire)                                          |
| Encadrement intermédiaire  | - Constance dans les décisions de la direction - Respect de la hiérarchie et de la délégation (respect de la fonction d'intermédiaire) - Participation au management                                                                                                |
| Employés                   | - Rémunération attractive - Conditions de travail, - Autonomie / développement personnel - Formation - Épargne salariale - Considération des supérieurs hiérarchiques - Politique sociale et environnementale (rôle civique du salarié et perspectives d'évolution) |
| Représentants du personnel | - Respect des acquis sociaux et des libertés syndicales - Participation des salariés à la politique générale de l'entreprise - Clarification des règles de gestion du personnel                                                                                     |

### Parties prenantes externes
Tableau synthétique présentant les parties prenantes externes et leurs attentes principales :
| Parties prenantes externes          | Exemples des attentes |
| ----------------------------------- | --- |
| Fournisseurs                        | - Respect des contrats et prévention des pratiques anticoncurrentielles - Confiance et relation à long terme - Intégration dans le système de production : achats, délais, transport, outsourcing - Intégration dans le système qualité - Politique sociale et environnementale |
| Clients / Consommateurs             | - Prix - Innovation / qualité du produit / service après-vente - Risques environnementaux et sanitaires liés aux produits - Respect des réglementations (sociales et environnementales) - Certification du produit (qualité, écolabels, traçabilité) |
| Banques / Assureurs / Investisseurs | - Valeur de l'action - Efficacité et transparence du management (gouvernement de société) - Risques financiers (stratégie et investissements) - Fiabilité de l'information et transparence (rapport fiable) - Fréquence et réalisation de contrôles (audit interne et contrôle de gestion) - Responsabilité juridique (transparence) - Risques liés à l'activité (pollution, sécurité interne) - Certification du système de production (qualité) - Certification légale (audit des comptes) |
| Monde politique                     | - Développement économique local (emploi local, effet d'attraction d'autres acteurs de la vie économique, optimisation des retombées économiques sur l'activité locale...) - Investissement à long terme (pérennité) - Risques et impacts environnementaux et sanitaires liés aux produits ou à l'activité - Taxes et redevances (contribution aux finances publiques) - Respect de la réglementation - Communication externe et participation à la vie entrepreneuriale - Certification     |
| Monde médiatique                    | - Communication externe (transparence) - Rapport avec la collectivité et les institutions - Risques et impacts environnementaux et sanitaires liés aux produits ou à l'activité - Respect des réglementations (sociales et environnementales) - Certification (rapport annuel et qualité) - Implication et respect de la vie locale |
| Riverains et ONG                    | - Implication et respect de la vie locale - Risques et impacts environnementaux et sanitaires liés aux produits ou à l'activité/nuisances (sonores, infrastructures) - Respect des réglementations (sociales et environnementales) - Responsabilité juridique (transparence) |

Ces attentes doivent bien sûr être adaptées ou précisées en fonction de chaque entreprise et de son contexte. Certaines attentes telles que le risque de réputation pour les parties prenantes internes par exemple peuvent être ajoutées.

## Responsabilité de l'entreprise vis-à-vis des parties prenantes ou intéressées
Ce type de responsabilité est appelé responsabilité sociétale des entreprises (RSE).
On considère généralement que la responsabilité sociétale des entreprises est apparue dès 1953 avec l'ouvrage fondateur de Howard Bowen Social Responsibilities of the Businessman, donc avant la définition des grands principes du développement durable (Rapport Brundtland de 1987 et définition des trois piliers du développement durable et de l'agenda 21 lors du sommet de la Terre de Rio en 1992). La RSE peut dès lors être conçue comme l'application des principes du développement durable aux entreprises. Cette application des principes du développement durable aux entreprises a été consacré par la participation de plusieurs grandes entreprises.
L'Union européenne a publié un livre vert pour définir les principes de responsabilité sociétale des entreprises.
En France, alors que la prise en compte sur le plan légal de l'impact environnemental et social des activités des entreprises avait été traité sous l'angle de la communication externe (article 116 de la loi relative aux nouvelles régulations économiques (2001), le gouvernement français, sous l'impulsion du député Bernard Carayon, a lancé en 2003 une politique publique d'intelligence économique, qui met l'accent sur les questions de veille et de gestion des connaissances. Cette politique s'est accompagnée par le lancement de pôles de compétitivité associant entreprises, laboratoires de recherche et universités, dont la plupart sont directement en rapport avec des problématiques de développement durable. Dans cette optique, l'entreprise n'est plus seule avec ses actionnaires, mais immergée dans un écosystème.
La notion de partie prenante peut être considérée comme centrale dans la modélisation de la responsabilité sociétale des entreprises.

## Critiques de la théorie des «parties prenantes»
Si la mise en œuvre opérationnelle de la notion de « partie prenante » par les directions d'entreprise (« matrices de matérialité », etc.) est devenue pratique courante, la théorie des « parties prenantes » est cependant critiquée. Tout en reconnaissant qu'elle permet de dépasser la théorie néoclassique de l'agence pour qui l'entreprise est un jeu entre un principal (actionnaire) et un agent (dirigeant), les critiques montrent que la notion est le plus souvent mobilisée de façon très utilitariste : l'argument courant est que la RSE créerait de la valeur pour tous et constituerait ainsi le meilleur moyen de créer durablement de la valeur actionnariale (la prise en compte des « parties prenantes » vise à anticiper et minimiser des risques pour la performance de l'entreprise). Ces « théoriciens » se font alors normatifs, concluant que la société doit faire confiance à l'intérêt bien compris de l'actionnaire pour prendre en charge les problèmes sociétaux et environnementaux liés aux activités économiques :  la réglementation serait alors inutile, la publicité des bonnes pratiques et l'avantage concurrentiel qu'elles sont censées procurer suffiraient.
Une autre critique, complémentaire, porte sur la nature des relations entre une entreprise (qui n'a le plus souvent pas de personnalité morale, sauf à la réduire à la société commerciale qui est son support juridique) et des « parties prenantes » (dont certaines ne se déclarent pas, d'autres sont qualifiées ainsi par les seuls dirigeants d'entreprise, etc.). Parler de contrat entre l'entreprise et « ses » parties prenantes est donc une analogie trompeuse, à la fois sur la notion de contrat (celui-ci n'est jamais le simple produit de la volonté de deux acteurs égaux en droit, il nécessite un ancrage institutionnel et politique, notamment réglementaire) et sur l'autonomie économique et politique des présumées parties « prenantes » (condition nécessaire à la normalité d'un contrat). Alternativement, la théorie institutionnaliste fonde la responsabilité sociétale d'une entreprise sur la définition politique de droits et devoirs, et non sur la conclusion « volontaire » d'un contrat avec telle ou telle « partie prenante ».